# X-Perience
X-Perience – niemiecka grupa tworząca muzykę eurodance. Założona przez Matthiasa Uhle, Alexa Kaisera oraz wokalistkę Claudię Uhle. Znana jest z takich utworów jak "Circles of Love" oraz "A Neverending Dream". Mają na koncie cztery albumy. W 2007 roku z zespołu odeszła Claudia Uhle w jej miejsce przyszła Manja Wagner.

## Single
- 1995 "Circles of Love"
- 1996 "Circles of Love" (Remixes)
- 1996 "A Neverending Dream"
- 1996 "A Neverending Dream" (Remixes)
- 1997  "Magic Fields"
- 1997  "Limited Edition"
- 1997 "Mirror"
- 1997 "I Don't Care"
- 1997 "I Don't Care" (Remixes)
- 1998 "Game of Love"
- 1999 "Journey of Life"
- 2000 "Island of Dreams"
- 2001 "Am I Right"
- 2003 "It’s a Sin"
- 2006 "Return to Paradise"
- 2006 "Personal Heaven"
- 2007 "I Feel Like You"
- 2020 "Dream A Dream"
- 2020 "I Feel Like You 555"

## Albumy
- 1996 "Magic Fields"
- 1997 "Take Me Home"
- 2000 "Journey of Life"
- 2006 "Lost in Paradise"
- 2020 "555"
- 2023 We travel the world